# Stipa hoggarensis
Stipa hoggarensis là một loài thực vật có hoa trong họ Hòa thảo. Loài này được Chrtek & Martinovský miêu tả khoa học đầu tiên năm 1969.